# Shorts de corrida

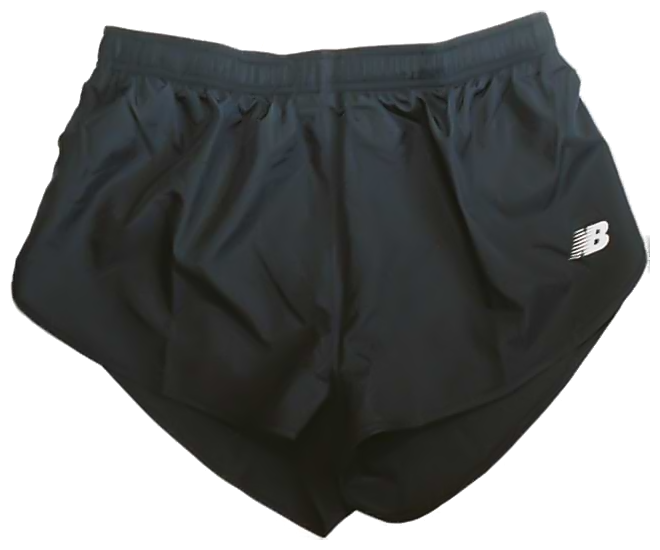
Short de corrida preto

Shorts de corrida são uma forma especializada de shorts usados por corredores. Muitas vezes, o corte de um short de corrida é bem curto, feito para maximizar a respirabilidade e o movimento.

## Materiais
Os shorts de corrida são projetados para facilitar o conforto e a liberdade de movimento durante o exercício. Seus materiais são leves e resistentes. Muitos shorts de corrida incluem um forro interno que funciona como roupa íntima, então não é necessário usar roupas íntimas separadas. O poliéster é um tecido comum em shorts de corrida e os torna confortáveis.

## Variantes

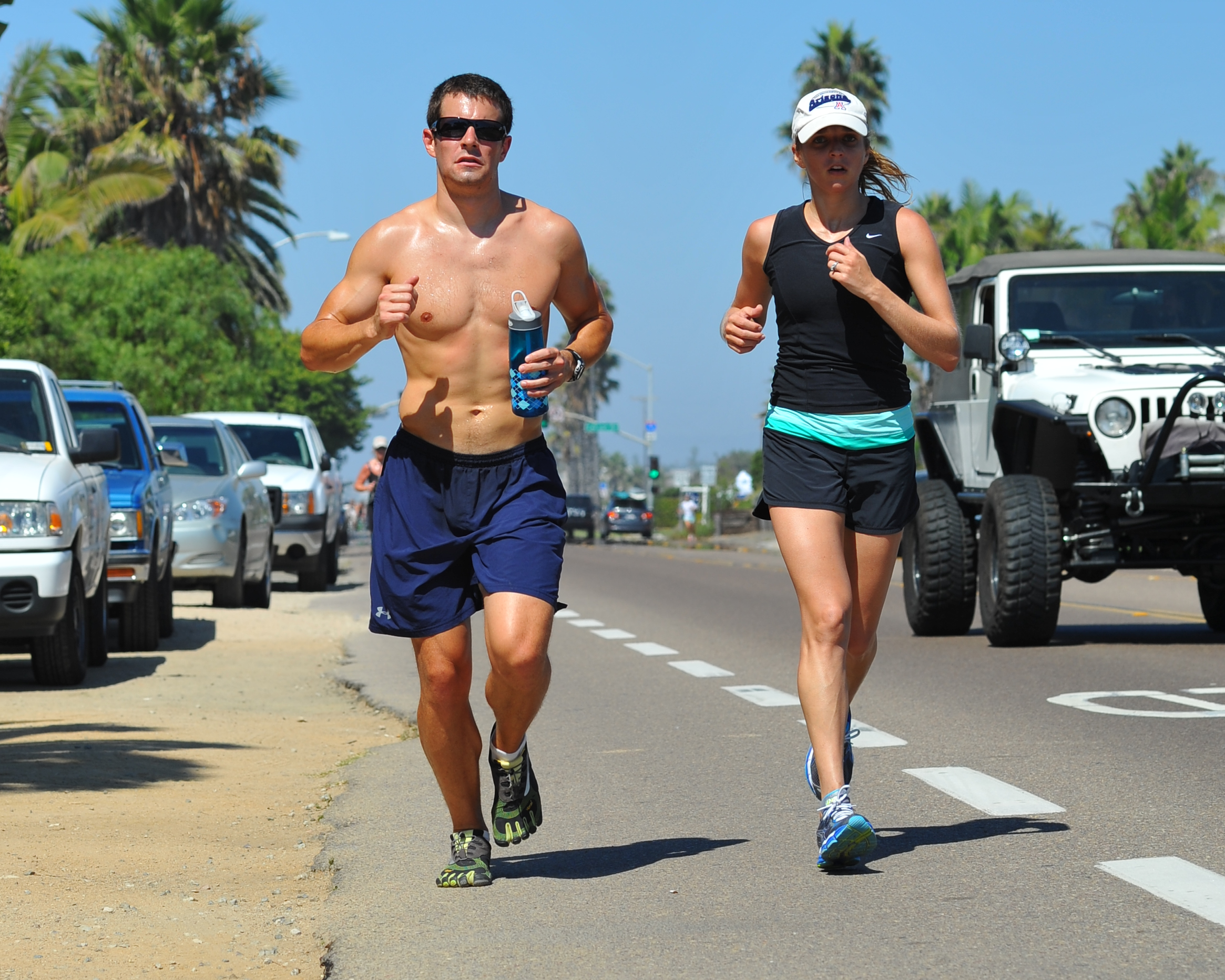
Um homem e uma mulher com shorts de corrida

Muitos shorts de corrida têm uma costura cortada na lateral de cada perna para permitir mais liberdade de movimento.
Shorts longos não são ideais para correr. A passada do corredor pode puxar o tecido do shorts, o que pode causar desconforto.